# Næsbyhoved Slot
På Næsbyhoved slotsbanke i Odense, lå indtil 1534 kongsgården Næsbyhoved Slot. 

## Omgivelser og udseende
Næsbyhoved Slot var placeret i på et næs i Næsbyhoved Sø, der lå en kilometer nord for Odenses centrum. Søen var den andenstørste på Fyn efter Arreskov Sø, og borgen var derfor strategisk velplaceret med vand og mose til flere sider. 
Søen var i middelalderen sejlbar, men ret lavvandet, hvilket forklarer at en af de første kilder til slottets historie netop beskriver, hvordan Valdemar Atterdag lod støve og dæmme søen ved Næsebyhoved, for at bevare søen og dens forsvarsmæssige vigtighed for slottet.

Dybe voldgrave og jordvolde omgav den cirka 55 gange 55 meter store slotsbanke. Den næsten kvadratiske slotplads hævede sig ca. 20 meter over havet. Graven kunne passeres ad en bro fra nordøst.
Der er ved udgravninger og historiske undersøgelser ikke fundet meget, der kan beskrive slottets udseende, men der har nok været et anseeligt stenhus omgivet af en ringmur på toppen af slotsbanken. Fund af teglsten med relieffer fortæller om en slags udsmykning. 

## Historie
Kongsgården omtaltes første gang i 1337, men formodes at have været ældre. Andre lignende borganlæg – som Tranekær, Hindsgavl og Ørkild blev grundlagt på Fyn i 1200-årene, og peger på, at Næsbyhoved Slot kan have rødder i samme periode. Derudover, er der også peget på, at slottet kan være opført i de urolige 1330'ere af en lokal adelsmand.
Slottet nævnes først som holstenernes lensbygning, da de havde Fyn i pant fra år 1317. Valdemar Atterdag fik dog kontrol over Næsebyhoved slot igen fra 1348, hvorefter slottet siden var dansk ejendom og blev kraftigt udbygget i 1370'erne. Slottet var hovedsæde for administrationen af Næsbyhoved len, som dækkede op imod en fjerdedel af Fyn.
Slottet var kongemagtens magtmanifestation og viste dennes tilstedeværelse, og blev benyttet af kongefamilien på deres rejser rundt i riget.
Bedst er slottet kendt fra da Dronning Christine beboede slottet. Christine havde modtaget Næsbyhoved Len som livgeding, og boede skiftevis på slottet og i Odense fra 1504 og frem til sin død i 1521, og tilførte dermed byen et kongeligt hof og anseelige indtægter. Regnskaberne fra hendes ophold på slottet er bevaret og fortæller eksempelvis om, hvordan hendes hof på ægte fynsk manér havde brugt penge på brøø frem for brød.
I 1534, under Grevens Fejde, blev slottet ødelagt og brændt af, af Odenses borgere – for aldrig siden at blive genopført. Efter reformationen flyttede lensmanden ind på det gamle Skt. Hans Kloster i Odense, senere Odense Slot, der var blevet kongens ejendom. Næsbyhoved Slot havde mistet sin vigtighed, og i de følgende år blev slotbankens ruin brugt som et stenbrud. De sidste sten forsvandt fra borgbanken i 1775.

### Fra borg til udflugtsmål
Fra begyndelsen af 1800-tallet blev området sammen med traktørstedet Fuglsanghuset et populært rekreativt område for Odense bys borgere. I 1863 blev søen helt udtørret og arealet anvendt til græsning, hvorved interessen for området mindskedes til fordel for Fruens Bøge. Med skydeselskabets tilbagevenden til området, og åbningen af traktørstedet Ny Fuglsang (i dag Restaurant Næsbyhoved Skov), blev området gradvist igen et mindre udflugtsmål.
Romantikken gjorde også sit til, at det gamle voldsted fik ny opmærksomhed. H.C. Andersen, Lauritz Schebye Vedel Simonsen og Christian Molbech besøgte alle stedet og blev fascinerede. H. C. Andersen skrev forfærdet, ved synet af det opdyrkede voldsted, Hvor tidligere Riddere og Damer svingede sig i lystige danse, så jeg nu en Ager med Boghvede!.
Den historiske værdi af voldstedet blev langsomt anerkendt, selvom værdien af stedet som udflugtsmål faldt efter søens endelige udtørring i 1863. Voldstedet er nu fredet, men lægger stadig hus til Odense Forenede Skydeselskab, der første skød til mål i voldgraven i 1849.